# João César Monteiro
João César Monteiro Santos (IPA: [ʒuˈɐ̃w ˈsɛzɐɾ mõˈtɐjɾu ˈsɐ̃tus]) (Figueira da Foz, 2 febbraio 1939 – Lisbona, 3 febbraio 2003) è stato un regista, sceneggiatore, attore, produttore cinematografico, critico cinematografico e scrittore portoghese.

## Biografia
Nato a Figueira da Foz, nella Regione Centrale, in una famiglia della borghesia rurale anticlericale e antisalazarista, a quindici anni si trasferisce con la famiglia a Lisbona per proseguire gli studi liceali; il contatto con la capitale gli offre l'opportunità di iniziare a lavorare nel mondo del cinema come aiuto regista di Perdigão Queiroga. Nel 1963 riesce ad ottenere una borsa di studio offerta dalla Fundação Calouste Gulbenkian per un soggiorno nel Regno Unito con lo scopo di studiare presso la London School of Film Technique. Di ritorno in Portogallo nel 1965, inizia a girare quella che sarebbe stata la sua prima opera, Quem Espera por Sapatos de Defunto Morre Descalço (Chi aspetta le scarpe del defunto muore scalzo), terminata però solo cinque anni più tardi a causa di problemi finanziari. Nel frattempo gira il cortometraggio Sophia de Mello Breyner Andresen e scrive critiche cinematografiche per Imagem, Diário de Lisboa, O Tempo e o Modo e O Cinéfilo (supplemento de O Século). Nel 1972 realizza il suo primo lungometraggio, Fragmentos de um Filme-Esmola (Frammenti di un film-elemosina), seguito nel 1975 dal mediometraggio Que Farei Eu com Esta Espada? (Che cosa farò io con questa spada?). Nel 1977 presenta Veredas (Sentieri), suggestivo libro di fiabe visivo ambientato in un periodo storico magico ed imprecisato. In  questo film i ruoli sono interpretati da gente locale sul nodello Straub e Huillet, così ha scritto Pierre Eugène su Cahiers du cinéma, che ha lodato anche la registrazione di case e mestieri secolari, la bellezza irreale dei fiumi e dei paesaggi innevati.
Il 1981 è un anno di svolta: realizza Silvestre, un adattamento di due racconti tradizionali: A Mão do Finado (La mano del morto) e A Donzela que vai à Guerra (La donzella che va alla guerra). Il film viene presentato al Festival di Venezia e dà all'autore visibilità internazionale. Con quest'opera Monteiro si inserisce nel discorso iniziato da Manoel de Oliveira con Acto da Primavera (Atto di primavera) e portato avanti da altri autori come António Campos, António Reis, Riccardo e Pedro Costa: l'introduzione nel cinema portoghese del concetto di antropologia visuale.
Nel 1986 presenta al Salso Film & TV Festival À Flor do Mar (Al fiore di mare), vincendo il Premio Speciale della Giuria, mentre nel 1989 torna a Venezia per presentare la prima parte della trilogia di João de Deus, Ricordi della casa gialla (Recordações da Casa Amarela).
Nel 1991 inizia a collaborare col trimestrale francese di cinema Trafic, ma termina il rapporto nell'anno seguente in concomitanza alla morte del suo fondatore, il critico Serge Daney. Nel 1992 è nuovamente nella selezione ufficiale al festival di Venezia con O Último Mergulho - esboço de filme (L'ultimo tuffo - abbozzo di film), così come nel 1995 con la seconda parte della trilogia di João de Deus, La commedia di Dio (A Comédia de Deus), che gli fa vincere il Leone d'Argento - Gran Premio della giuria. Nel 1997 vince il Premio FIPRESCI al festival di Mar del Plata con Le Bassin de J.W.. Lo sposalizio di Dio (As Bodas de Deus, 1998), ultima parte della trilogia di João de Deus, porta nel 1999 per la prima volta Monteiro al festival di Cannes nella sezione Un certain regard.
Inizia a lavorare ad un adattamento de La filosofia nel boudoir del Marchese de Sade, ma si rende conto che l'opera è di difficile realizzazione. Ripiega quindi su Biancaneve di Robert Walser. Dopo avere iniziato a girare il film, Monteiro giunge alla conclusione che la messa in scena in immagini del testo lo priva di emotività, e decide pertanto di girare il film senza immagini (espediente già utilizzato da Derek Jarman qualche anno prima in Blue), sovrapponendo le voci degli attori su un fondo nero, cosa che desterà scandalo in Portogallo, dal momento che l'opera venne finanziata con fondi pubblici.
Nel 2000 porta il nuovo lavoro a Venezia, nella sezione Nuovi territori. Nel 2002 realizza il suo ultimo film, Va e viene (Vai e Vem), che sarà presentato fuori concorso a Cannes dopo la sua morte, avvenuta nel 2003 a causa del cancro.

## L'opera
La produzione di Monteiro è difficilmente etichettabile. Profondamente lusitano, il suo cinema è ermetico, a tratti sgradevole nella sua iconoclastica e burlesca critica alla società benpensante, a tratti incomprensibile nella sua autoreferenzialità, ma sempre e comunque affascinante, anche quando realizza un film totalmente privo di immagini come Branca de Neve. È stato scritto, a proposito di questo film, che viene a mancare quell'interdipendenza tra suono e immagine che ritroviamo anche in Amore di perdizione, se si pensa «al ruolo preponderante delle voci narranti» nel film di Oliveira, e che l'opera di João César Monteiro rientra in «quella parte di cinema che a partire dagli anni sessanta è stata definita escola portuguesa (scuola portoghese»). Questo tipo di oralità non necessariamente legata all'immagine è chiamata da Michel Chion acusma. Il genio della sua opera rende João César Monteiro uno dei più grandi autori della storia del cinema portoghese ed europeo. 
Insieme a Manoel de Oliveira è tra i «principali competitor portoghesi nel panorama festivaliero internazionale, intrattengono una sorta di dialogo a distanza: (...)». La commedia di Dio in particolare «può essere letto come una risposta monteriana a La divina commedia oliveriana». In veste di critico, a proposito del film Il passato e il presente, così Monteiro difende Oliveira in relazione agli attacchi avuti nel suo paese al tempo della rivoluzione dei garofani, un paese ancora chiuso e «(...) un regista troppo grande per le sue dimensioni». D'altra parte Monteiro esprime un chiaro sarcasmo verso il conformismo che naturalmente segue ogni rivoluzione in una battuta del film Ricordi della casa gialla, quando João de Deus, Giovanni di Dio in lingua portoghese, «trasformatosi nel capitano Karamzin, il personaggio interpretato da  Stroheim in Femmine folli», con monocolo e uniforme salazarista, sotto interrogatorio per il suo comportamento fuori dalla legge, dalla morale e da ogni logica, si qualifica al capo della polizia, tra le altre cose, come intellettuale di sinistra.

## Pubblicazioni
Oltre alla collaborazione con riviste (come Les Cahiers du cinéma) e quotidiani, Monteiro è stato redattore di un settimanale di spettacolo intitolato O Cinéfilo ed ha scritto alcuni libri.

## Filmografia

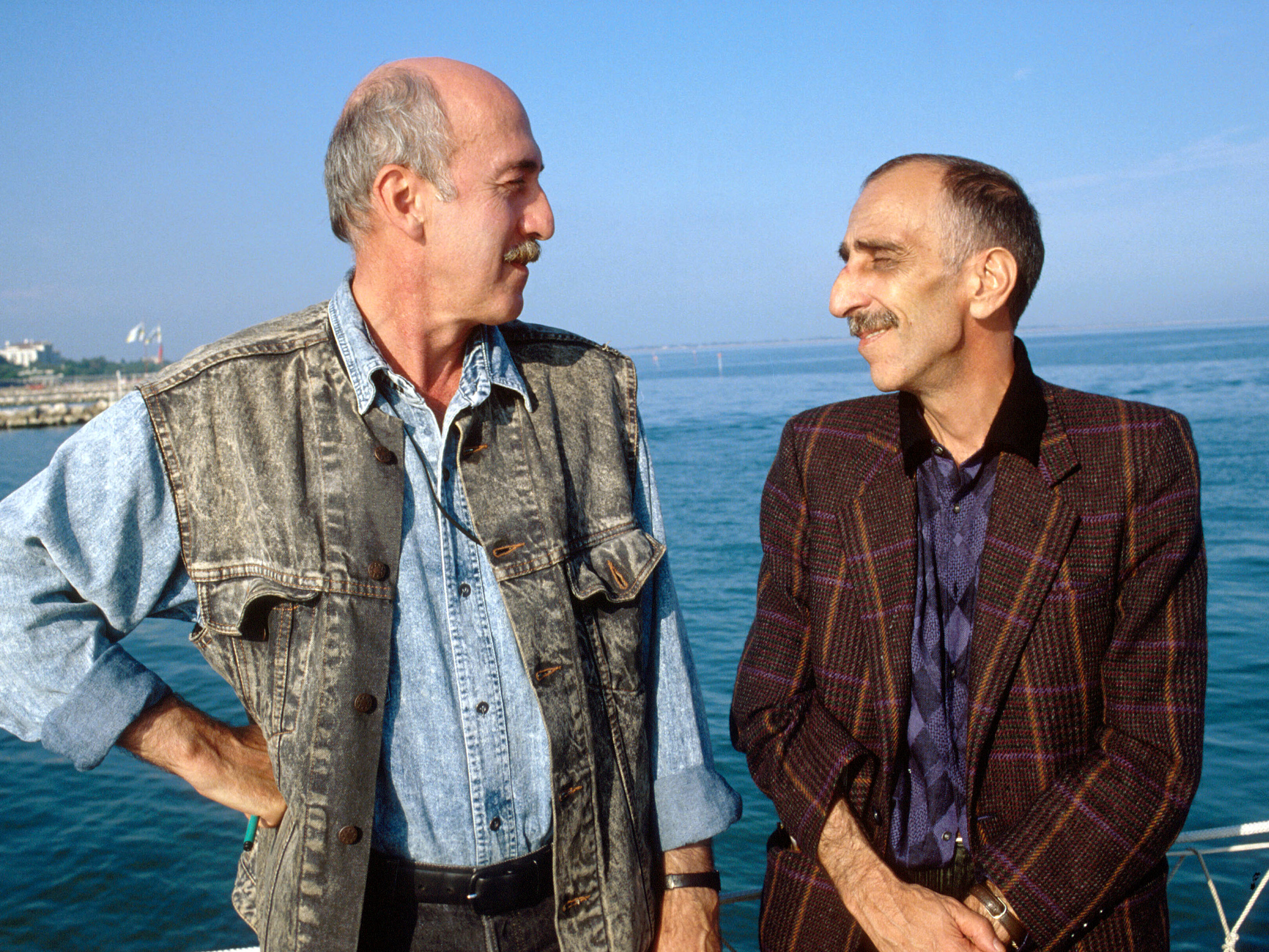
Monteiro con il regista georgiano Otar Ioseliani alla Mostra Internazionale d'Arte Cinematografica del 1989

### Regista e sceneggiatore
- Sophia de Mello Breyner Andresen (1969), cortometraggio documentaristico
- Quem Espera por Sapatos de Defunto Morre Descalço (1971), cortometraggio
- Fragmentos de um Filme-Esmola (1972)
- Que Farei Eu com Esta Espada? (1975), mediometraggio
- Veredas (1977)
- A Mãe (1978), cortometraggio
- Os Dois Soldados (1978), cortometraggio
- O Amor dos Três Romãs (1978), cortometraggio
- Silvestre (1981)
- À Flor do Mar (1986)
- Ricordi della casa gialla (Recordações da Casa Amarela, 1989)
- Conserva Acabada (1990), cortometraggio
- L'ultimo tuffo (O Último Mergulho, 1992)
- La commedia di Dio (A Comédia de Deus, 1995)
- Lettera amorosa (1995)
- Passeio com Johnny Guitar (1995), cortometraggio
- O Bestiário ou o Cortejo de Orpheu (1995), cortometraggio
- Le Bassin de J.W. (1997)
- Lo sposalizio di Dio (As Bodas de Deus, 1999)
- Branca de Neve (2000)
- Va e viene (Vai e Vem, 2003)

### Attore
- Amore di perdizione, regìa di Manoel de Oliveira (Amor de Perdição, 1979), film TV
- A Estrangeira,  regìa di João Mário Grilo (1983)
- Silvestre, regìa di João César Monteiro (1981)
- À Flor do Mar, regìa di João César Monteiro (1986)
- Doc's Kingdom, regìa di Robert Kramer (1987)
- Relação Fiel e Verdadeira, regìa di Margarida Gil (1989)
- Ricordi della casa gialla, regìa di João César Monteiro (Recordações da Casa Amarela, 1989)
- Conserva Acabada, regìa di João César Monteiro (1990), cortometraggio
- Paroles, regìa di Anne Benhaïem (1992)
- Rosa Negra, regìa di Margarida Gil (1992)
- Passeio com Johnny Guitar, regìa di João César Monteiro (1995), cortometraggio
- Lettera Amorosa, regìa di João César Monteiro (1995)
- O Bestiário ou o Cortejo de Orpheu, regìa di João César Monteiro (1995), cortometraggio
- La commedia di Dio, regìa di João César Monteiro  (A Comédia de Deus, 1995)
- Le Bassin de J.W., regìa di João César Monteiro (1997)
- Lo sposalizio di Dio, regìa di João César Monteiro (As Bodas de Deus, 1999)
- Va e viene, regìa di João César Monteiro (Vai e Vem, 2003)

## Libri
- Corpo Submerso (1959)
- Morituri te Salutant (1974)
- Le Bassin de John Wayne (1998)
- As Bodas de Deus (1998)
- Uma Semana Noutra Cidade (1999)
- L'alchimista di parole. Scritti scelti (Sigismundus, 2013; a cura di Liliana Navarra)